# عبد الحميد (اسم)
عبد الحميد هو اسم عربي يطلق على الذكور، وهو مستخدم في العهد الحديث كإسم وكلقب. وهو مكون من جزأين «عبد» و«الحميد». الحميد وهي اسم من اسماء الله الحسنى المذكورة في القرآن الكريم.

## رجال
- عبد الحميد بن ترك
- عبد الحميد الأول
- عبد الحميد الثاني
- عبد الحميد بن باديس
- عبد الحميد كرامي
- عبد الحميد السراج
- عبد الحميد مهري
- عبد الحميد بوشوك
- عبد الحميد صبرة
- عبد الحميد كرمالي
- عبد الحميد كشك
- عبد الحميد البكوش
- عبد الحميد براهيمي
- عبد الحميد شرف
- عبد الحميد أحمد
- عبد الحميد أبو حبيب
- عبد الحميد الكوثري
- عبد الحميد محمود التكريتي
- عبد الحميد إسماعيل زهي
- عبد الحميد عبده
- عبد الحميد بسيوني

## قائمة
- كود سباركل
- تحديث القائمة

1. ابن أبي الحديد.
2. عبد الحليم اللاوند، شاعر عراقي.
3. عبد الحميد أبركان، سياسي جزائري.
4. عبد الحميد أبو حبيب، لاعب كرة قدم فلسطيني.
5. عبد الحميد أبو سليمان.
6. عبد الحميد احساين، مقرئ قرآن مغربي.
7. عبد الحميد أحمد علي حريز، برلماني يمني.
8. عبد الحميد إسماعيل زهي، عالم مسلم إيراني.
9. عبد الحميد الأتاسي.
10. عبد الحميد الأول.
11. عبد الحميد البقشي.
12. عبد الحميد البكوش، رئيس وزراء ليبيا.
13. عبد الحميد البلالي.
14. عبد الحميد التريكي، سياسي من تونس.
15. عبد الحميد الثاني، السلطان الرابع والثلاثون من سلاطين الدولة العثمانية، وآخر الحكام الفعليين للدولة العثمانية.
16. عبد الحميد الجابري، فقيه مسلم وكاتب وشاعر سوري.
17. عبد الحميد الجندي، مهندس مصري.
18. عبد الحميد الحديدي.
19. عبد الحميد الحسامي، صحفي يمني.
20. عبد الحميد الخطي.
21. عبد الحميد الخطيب، دبلوماسي سعودي.
22. عبد الحميد الديب، شاعر مصري.
23. عبد الحميد الرفاعي، ممثل كويتي.
24. عبد الحميد الزهراوي.
25. عبد الحميد السائح.
26. عبد الحميد السباعي.
27. عبد الحميد السراج، سياسي سوري.
28. عبد الحميد السيد، مغني كويتي.
29. عبد الحميد الشامي.
30. عبد الحميد الشناوي.
31. عبد الحميد الشيخ، سياسي تونسي.
32. عبد الحميد الصوفي.
33. عبد الحميد الطباع.
34. عبد الحميد العبادي، عالم بالتاريخ الإسلامي، من كبار المؤرخين والباحثين المصريين، عضو في المجمع العلمي العربي بدمشق، أستاذ جامعي، وكان عميداً لكلية الآداب في ج.
35. عبد الحميد العبار، حمدان ططاط.
36. عبد الحميد الغزالي، كاتب مصري.
37. عبد الحميد الفيلكاوي، لاعب كرة قدم كويتي.
38. عبد الحميد القضاة.
39. عبد الحميد الكاتب.
40. عبد الحميد المهاجر.
41. عبد الحميد المير.
42. عبد الحميد الهلالي.
43. عبد الحميد أنيس، ممثل مصري.
44. عبد الحميد بدوي، سياسي مصري.
45. عبد الحميد براهيمي، سياسي جزائري.
46. عبد الحميد بسيوني، لاعب كرة قدم مصري.
47. عبد الحميد بعلبكي.
48. عبد الحميد بن المنذر بن الجارود، تابعي، وراوي حديث نبوي من الثقات.
49. عبد الحميد بن باديس، عالم دين جزائري.
50. عبد الحميد بن بسيل.
51. عبد الحميد بن ترك.
52. عبد الحميد بن محمود المعولي، تابعي، راوي حديث نبوي من الثقات.
53. عبد الحميد بن هدوقة، كاتب جزائري.
54. عبد الحميد بنعلجية، موسيقي تونسي.
55. عبد الحميد بودن.
56. عبد الحميد بوشوك، لاعب كرة قدم جزائري.
57. عبد الحميد جودة السحار، كاتب مصري.
58. عبد الحميد حاج درويش، سياسي كردي سوري.
59. عبد الحميد حمدي.
60. عبد الحميد خان.
61. عبد الحميد خان بهشاني، سياسي بنغلاديشي.
62. عبد الحميد خليل.
63. عبد الحميد خوست.
64. عبد الحميد ريغي.
65. عبد الحميد زوبا، لاعب كرة قدم جزائري.
66. عبد الحميد سيف البتراء، برلماني يمني.
67. عبد الحميد شائف الشائف.
68. عبد الحميد شرف.
69. عبد الحميد شومان.
70. عبد الحميد صالحي، لاعب كرة قدم جزائري.
71. عبد الحميد طهماز.
72. عبد الحميد عبادة، أديب ومؤرخ وكاتب ومحدث وعالم مسلم عراقي.
73. عبد الحميد عبد السلام.
74. عبد الحميد عبد السميع.
75. عبد الحميد عثمان أوغلي، أحد أفراد الأسرة العثمانية.
76. عبد الحميد علي الغفري.
77. عبد الحميد علي حسن، دبلوماسي بحريني.
78. عبد الحميد علي عبده الحسني، سياسي يمني.
79. عبد الحميد فهمي الجمال.
80. عبد الحميد قياس، ممثل تونسي.
81. عبد الحميد كاظم.
82. عبد الحميد كباشي، لاعب كرة قدم سوداني.
83. عبد الحميد كرامي، سياسي لبناني.
84. عبد الحميد كرمالي، لاعب كرة قدم جزائري.
85. عبد الحميد كشك، عالم وداعية إسلامي مصري.
86. عبد الحميد محمد فرحان، سياسي يمني.
87. عبد الحميد محمد فرحان الشرعبي، سياسي يمني.
88. عبد الحميد محمود.
89. عبد الحميد مدكور.
90. عبد الحميد مهري، سياسي جزائري.
91. عبدال حامد خان، سياسي باكستاني.
92. عبدال حامد عمر، قاضي ماليزي.
93. عبدول حميد، روائي باكستاني.

## آخر
- الغواصة العثمانية عبد الحميد
- مسجد عبد الحميد